# Смиљко Ашпергер
Смиљко Ашпергер (Загреб, 25. јануар 1921 — 3. мај 2014) био је хрватски хемичар, педагог и академик. Био је декан Факултета за фармацију и биохемију у Загребу. Године 1975. постао је члан ХАЗУ(редовни 1991).

## Дела
- Kemijska kinetika i anorganski reakcijski mehanizmi. Zagreb. 1999. ISBN 978-953-154-380-4., Hrvatska akademija znanosti i umjetnosti.